# La naissance de la lyre

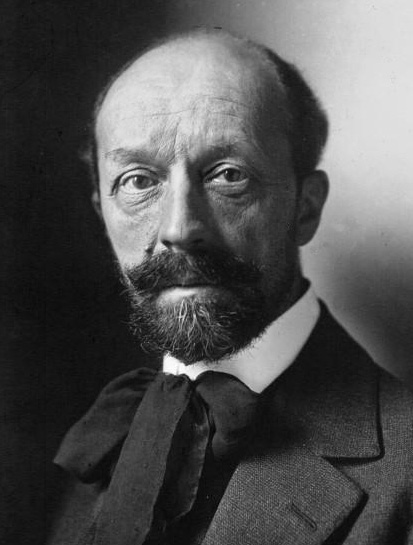
Albert Roussel 1923.

La naissance de la lyre (Lyrans födelse) är en fransk opera (conte lyrique) i en akt (tre tablåer) med musik av Albert Roussel och libretto av Théodore Reinach efter Sofokles satyrspel Ichneutai.

## Historia
Verket är skrivet för sångare, dansare, kör och orkester. Viss del av texten talas och har likheter med Igor Stravinskijs Perséphone. Operan hade premiär den 1 juli 1925 på Parisoperan. Koreografin gjordes av Bronislava Nijinska.

## Personer
- Kylléné (sopran)
- Petite Hermès (Lille Hermes) (sopran)
- Apollon (tenor)
- Silène (Silenus) (tenor)
- Förste choreute (tenor)
- Andre choreute (bas)

## Handling
Den förslagne lille Hermès har stulit sin broder Apollons boskap. Silène och satyrerna jagar rätt på honom men nymfen Kylléné skyddar honom. Av återstoden av ett av boskapen tillverkar Hermès en lyra. Apollon förtrollas av ljudet och förlåter Hermès, som skänker lyran till guden.